# 北部航空警戒管制団
北部航空警戒管制団（ほくぶこうくうけいかいかんせいだん、英称：Northern Aircraft Control and Warning Wing）とは、航空総隊隷下の北部航空方面隊に属している航空警戒管制団である。
司令部は三沢基地（青森県三沢市）に所在している。北部防衛区域（北海道～東北北部地域）の領空や周辺空域をレーダーで監視しており、領空侵犯の恐れのある国籍不明機を発見した場合には、近隣の戦闘航空団などに緊急連絡を行うとともに、スクランブル発進（緊急発進）した要撃機の誘導（地上要撃管制）を行っている。

## 沿革
- 1954年（昭和29年）10月1日 - 北部訓練航空警戒隊を新編。アメリカ軍第511航空管制警戒群（511th Air Control and Warning Group）の指導・訓練を受ける。
- 1958年（昭和33年）10月1日 - 北部航空警戒管制群に改編、アメリカ軍よりレーダー設備の移管開始
- 1961年（昭和36年）7月15日 - 北部航空警戒管制団に改編、警戒資料隊を編成。
- 1984年（昭和59年）10月1日 - 第5移動警戒隊を編成、八雲分屯基地に配備。
- 1985年（昭和60年）4月6日 - 警戒資料隊を警戒資料群へ改編。
- 1987年（昭和62年）3月31日 - 第8移動警戒隊を編成。
- 1988年（昭和63年）3月31日 - 第11移動警戒隊を編成、車力分屯基地に配備。
- 1991年（平成03年）3月30日 - 警戒資料群に第3収集隊を編成、奥尻島分屯基地に配備。
- 2000年（平成12年）
  - 3月31日 - 第18・第26・第28・第29・第33・第36・第37警戒群の7個警戒群をそれぞれ警戒隊に改編。
  - 6月30日 - 第11移動警戒隊廃止。
- 2001年（平成13年）3月27日 - 警戒資料群廃止。航空総隊直轄部隊である作戦情報隊に隷属替えとなり、西部航空警戒管制団隷下にあった警戒資料隊と合わせて電波情報収集群に改編。
- 2002年（平成14年）3月31日 - 第5移動警戒隊廃止。
- 2010年（平成22年）3月26日 - 第8移動警戒隊を第1移動警戒隊に統合し、三沢から千歳へ移動[1]。
- 2021年（令和03年）7月1日 - 第42警戒群、第45警戒群を第42警戒隊[2]、第45警戒隊[3]にそれぞれ改編。

## 部隊編成

防空監視所（固定レーダー基地）配置。数字は警戒群・隊

- 北部航空警戒管制団司令部 - （三沢基地）
  - 監理部
  - 人事部
  - 防衛部
  - 装備部
- 北部防空管制群 - （三沢基地）
  - 防空管制隊 - （三沢基地）
  - 警戒通信隊 - （三沢基地）
- 第18警戒隊 - （稚内分屯基地）
- 第26警戒隊 - （根室分屯基地）
- 第28警戒隊 - （網走分屯基地）
- 第29警戒隊 - （奥尻島分屯基地）
- 第33警戒隊 - （加茂分屯基地）
- 第36警戒隊 - （襟裳分屯基地）
- 第37警戒隊 - （山田分屯基地）
- 第42警戒隊 - （大湊分屯基地）
- 第45警戒隊 - （当別分屯基地）
- 第1移動警戒隊 - （千歳基地）
- 北警団整備隊 - （三沢基地）

## 主要幹部
| 官職名                 | 階級    | 氏名     | 補職発令日     | 前職                                             |
| ---------------------- | ------- | -------- | -------------- | ------------------------------------------------ |
| 北部航空警戒管制団司令 | 空将補  | 定免克己 | 2024年03月28日 | 航空保安管制群司令                               |
| 副司令                 | 1等空佐 | 田中政尋 | 2025年03月24日 | 南西航空警戒管制団 南西防空管制群司令            |
| 北部防空管制群司令     | 1等空佐 | 関根宏輔 | 2023年11月19日 | 航空幕僚監部防衛部事業計画第1課 防空システム班長 |

| 代 | 氏名                 | 在職期間                                                   | 出身校・期                   | 前職                                                                               | 後職                                               |
| -- | -------------------- | ---------------------------------------------------------- | ---------------------------- | ---------------------------------------------------------------------------------- | -------------------------------------------------- |
| 01 | 杉本清士 （1等空佐） | 1961年07月15日 - 1962年07月15日                            | 陸士48期・ 陸大55期          | 航空自衛隊幹部学校研究部長                                                         | 防衛大学校教授                                     |
| 02 | 矢作十郎             | 1962年07月16日 - 1963年07月31日                            | 陸士47期・ 陸大55期          | 保安管制気象団司令                                                                 | 統合幕僚会議事務局第5幕僚室長                      |
| 03 | 辺見重孝             | 1963年08月01日 - 1964年07月15日                            | 陸士47期・ 陸大56期          | 北部航空方面隊司令部幕僚長                                                         | 航空総隊司令部幕僚長                               |
| 04 | 重原慶司             | 1964年07月16日 - 1966年02月15日 ※1965年04月01日 空将補昇任 | 陸士48期                     | 航空自衛隊幹部学校教育部長 （1等空佐）                                             | 航空自衛隊第5術科学校長                            |
| 05 | 寿円正已             | 1966年02月16日 - 1967年12月15日 ※1967年01月01日 空将補昇任 | 海機47期                     | 航空総隊司令部装備部長 （1等空佐）                                                 | 航空幕僚監部人事教育部副部長                       |
| 06 | 逸見晴雄             | 1967年12月16日 - 1969年08月15日 ※1968年01月01日 空将補昇任 | 陸士51期・ 陸大59期          | 北部航空方面隊司令部幕僚長 （1等空佐）                                             | 航空自衛隊第4術科学校長 兼 熊谷基地司令            |
| 07 | 山田隆二             | 1969年08月16日 - 1971年02月15日 ※1970年07月01日 空将補昇任 | 陸士53期                     | 航空自衛隊第2術科学校第2教育部長 →1967年12月1日 北部航空方面隊司令部付 （1等空佐） | 航空自衛隊第2術科学校長                            |
| 08 | 市川孝太郎           | 1971年02月16日 - 1973年02月15日 ※1971年07月01日 空将補昇任 | 陸士54期                     | 航空自衛隊幹部学校研究部長 （1等空佐）                                             | 航空自衛隊第4術科学校長 兼 熊谷基地司令            |
| 09 | 湯野川守正           | 1973年02月16日 - 1974年03月15日 ※1973年07月01日 空将補昇任 | 海兵71期                     | 北部航空警戒管制団副司令 （1等空佐）                                               | 実験航空隊司令 兼 技術研究本部岐阜試験場長         |
| 10 | 稲葉天洋             | 1974年03月16日 - 1976年03月15日 ※1974年07月01日 空将補昇任 | 海兵72期                     | 航空自衛隊第4術科学校副校長 （1等空佐）                                            | 航空幕僚監部付 →1976年7月1日 退職                  |
| 11 | 佐戸井長吉           | 1976年03月16日 - 1978年07月31日 ※1976年07月01日 空将補昇任 | 海兵73期                     | 統合幕僚会議事務局第2幕僚室勤務 （1等空佐）                                        | 航空幕僚監部付 →1979年1月1日 退職                  |
| 12 | 濱屋孝哉             | 1978年08月01日 - 1979年03月15日                            | 陸士59期                     | 航空自衛隊幹部学校教育部長                                                         | 統合幕僚会議事務局第3幕僚室長                      |
| 13 | 橋本潔               | 1979年03月16日 - 1981年02月16日 ※1979年06月01日 空将補昇任 | 海兵75期                     | 南西航空警戒管制隊司令 （1等空佐）                                                 | 輸送航空団司令部付 →1981年4月1日 退職              |
| 14 | 鈴木六郎             | 1981年02月17日 - 1982年03月15日 ※1981年07月01日 空将補昇任 | 東北学院専門・ 5期幹候（陸） | 南西航空警戒管制隊司令 （1等空佐）                                                 | 航空自衛隊第5術科学校長 兼 小牧基地司令            |
| 15 | 藤井力               | 1982年03月16日 - 1983年07月31日 ※1982年07月01日 空将補昇任 | 関西大学・ 3期幹候           | 中部航空警戒管制団副司令 （1等空佐）                                               | 航空自衛隊第5術科学校長 兼 小牧基地司令            |
| 16 | 鈴木至               | 1983年08月01日 - 1985年06月30日                            | 明治大学・ 11期幹候          | 航空幕僚監部防衛部副部長                                                           | 統合幕僚会議事務局第2幕僚室長                      |
| 17 | 大塚周治             | 1985年07月01日 - 1987年07月06日                            | 九州大学・ 16期幹候          | 航空幕僚監部防衛部副部長                                                           | 南西航空混成団司令 （空将昇任）                    |
| 18 | 古井徳松             | 1987年07月07日 - 1989年06月29日                            | 早稲田大学・ 21期幹候        | 南西航空警戒管制隊司令                                                             | 航空教育隊司令 兼 防府南基地司令                   |
| 19 | 下村教久             | 1989年06月30日 - 1990年07月08日 ※1989年06月30日 空将補昇任 | 防大3期                      | 第1高射群司令 （1等空佐）                                                          | 退職                                               |
| 20 | 山岡靖義             | 1990年07月09日 - 1991年06月30日 ※1991年03月16日 空将補昇任 | 関西大学・ 28期幹候          | 南西航空警戒管制隊司令 （1等空佐）                                                 | 航空自衛隊第5術科学校長                            |
| 21 | 吉川武秀             | 1991年07月01日 - 1993年03月23日                            | 防大8期                      | 航空幕僚監部人事教育部副部長                                                       | 航空幕僚監部装備部長                               |
| 22 | 田中伸昌             | 1993年03月24日 - 1994年03月22日                            | 防大7期                      | 航空支援集団司令部幕僚長                                                           | 航空自衛隊第4補給処長                              |
| 23 | 林吉永               | 1994年03月23日 - 1995年03月22日                            | 防大9期                      | 航空幕僚監部監理部総務課長                                                         | 第7航空団司令 兼 百里基地司令                      |
| 24 | 瀬戸正胤             | 1995年03月23日 - 1996年03月24日                            | 防大10期                     | 警戒航空隊司令                                                                     | 中部航空方面隊司令部幕僚長                         |
| 25 | 相田哲彦             | 1996年03月25日 - 1997年06月30日                            | 防大12期                     | 調達実施本部名古屋支部副支部長                                                     | 統合幕僚会議事務局第4幕僚室長                      |
| 26 | 原充男               | 1997年07月01日 - 1999年03月30日                            | 防大10期                     | 航空自衛隊幹部候補生学校副校長                                                     | 航空自衛隊第4術科学校長 兼 熊谷基地司令            |
| 27 | 上堀哲郎             | 1999年03月31日 - 2000年10月09日                            | 防大12期                     | 統合幕僚会議事務局第1幕僚室 中央指揮所管理運営室長                                 | 航空安全管理隊司令                                 |
| 28 | 外薗健一朗           | 2000年10月10日 - 2002年03月21日                            | 防大18期                     | 航空自衛隊幹部学校副校長                                                           | 航空自衛隊第5術科学校長                            |
| 29 | 中川隆夫             | 2002年03月22日 - 2003年06月30日                            | 防大18期                     | 航空幕僚監部人事教育部厚生課長                                                     | 航空自衛隊第2術科学校長                            |
| 30 | 秦啓次郎             | 2003年07月01日 - 2005年07月27日                            | 防大21期                     | 統合幕僚会議事務局第5幕僚室 防衛企画調整官 兼 総括班長                             | 航空自衛隊幹部候補生学校長 兼 奈良基地司令         |
| 31 | 壁祐司朗             | 2005年07月28日 - 2007年12月02日                            | 防大18期                     | 航空システム通信隊司令                                                             | 航空自衛隊第4術科学校長 兼 熊谷基地司令            |
| 32 | 早坂正               | 2007年12月03日 - 2010年07月25日                            | 防大23期                     | 南西航空混成団司令部幕僚長                                                         | 中部航空方面隊副司令官                             |
| 33 | 田中幹士             | 2010年07月26日 - 2012年07月25日 ※2010年07月26日 空将補昇任 | 防大28期                     | 航空幕僚監部人事教育部厚生課長 （1等空佐）                                         | 中部航空警戒管制団司令 兼 入間基地司令             |
| 34 | 中原茂樹             | 2012年07月26日 - 2014年08月04日 ※2012年12月04日 空将補昇任 | 防大27期                     | 航空教育集団司令部総務部長 （1等空佐）                                             | 航空自衛隊第3術科学校長 兼 芦屋基地司令            |
| 35 | 浅井 玲              | 2014年08月05日 - 2016年06月30日                            | 防大29期                     | 統合幕僚監部報道官                                                                 | 航空総隊司令部幕僚長                               |
| 36 | 柿原国治             | 2016年07月01日 - 2018年07月31日                            | 防大32期                     | 航空自衛隊幹部学校副校長                                                           | 航空総隊司令部幕僚長                               |
| 37 | 坂梨弘明             | 2018年08月01日 - 2019年03月31日                            | 防大37期                     | 航空幕僚監部防衛部情報通信課長                                                     | 航空自衛隊幹部学校副校長 兼 航空幕僚監部防衛部勤務 |
| 38 | 秋山圭太郎           | 2019年04月01日 - 2020年08月24日                            | 防大31期                     | 航空自衛隊第5術科学校長                                                            | 西部航空方面隊副司令官                             |
| 39 | 樋山謙一郎           | 2020年08月25日 - 2022年12月22日                            | 防大33期                     | 航空自衛隊第1術科学校長                                                            | 航空自衛隊第4補給処長                              |
| 40 | 中澤省吾             | 2022年12月23日 - 2024年03月27日                            | 防大37期                     | 防衛装備庁プロジェクト管理部 プロジェクト管理総括官                                | 航空自衛隊第1術科学校長                            |
| 41 | 定免克己             | 2024年03月28日 -                                           | 防大36期                     | 航空保安管制群司令                                                                 |                                                    |